# Cleptometopus pseudotenellus
Cleptometopus pseudotenellus là một loài bọ cánh cứng trong họ Cerambycidae.